# کتابخانه عمومی نیویورک
کتابخانهٔ عمومی شهر نیویورک (به انگلیسی: New York Public Library) با ۱۵٬۳۴۸٬۴۲۷ نسخه کتاب و نزدیک به ۵۳ میلیون عدد کتاب، از بزرگ‌ترین کتابخانه‌های عمومی جهان است.

## مشخصات
این کتابخانه، که در سال ۱۸۹۵ میلادی تأسیس شده‌است، در منطقهٔ منهتن در شهر نیویورک قرار دارد و ۳۲۰۶ کتابدار و متخصص در استخدام داشته و مجموعاً ۵۷۷ میلیون دلار هدایای نقدی دریافت کرده‌است.

## نگارخانه

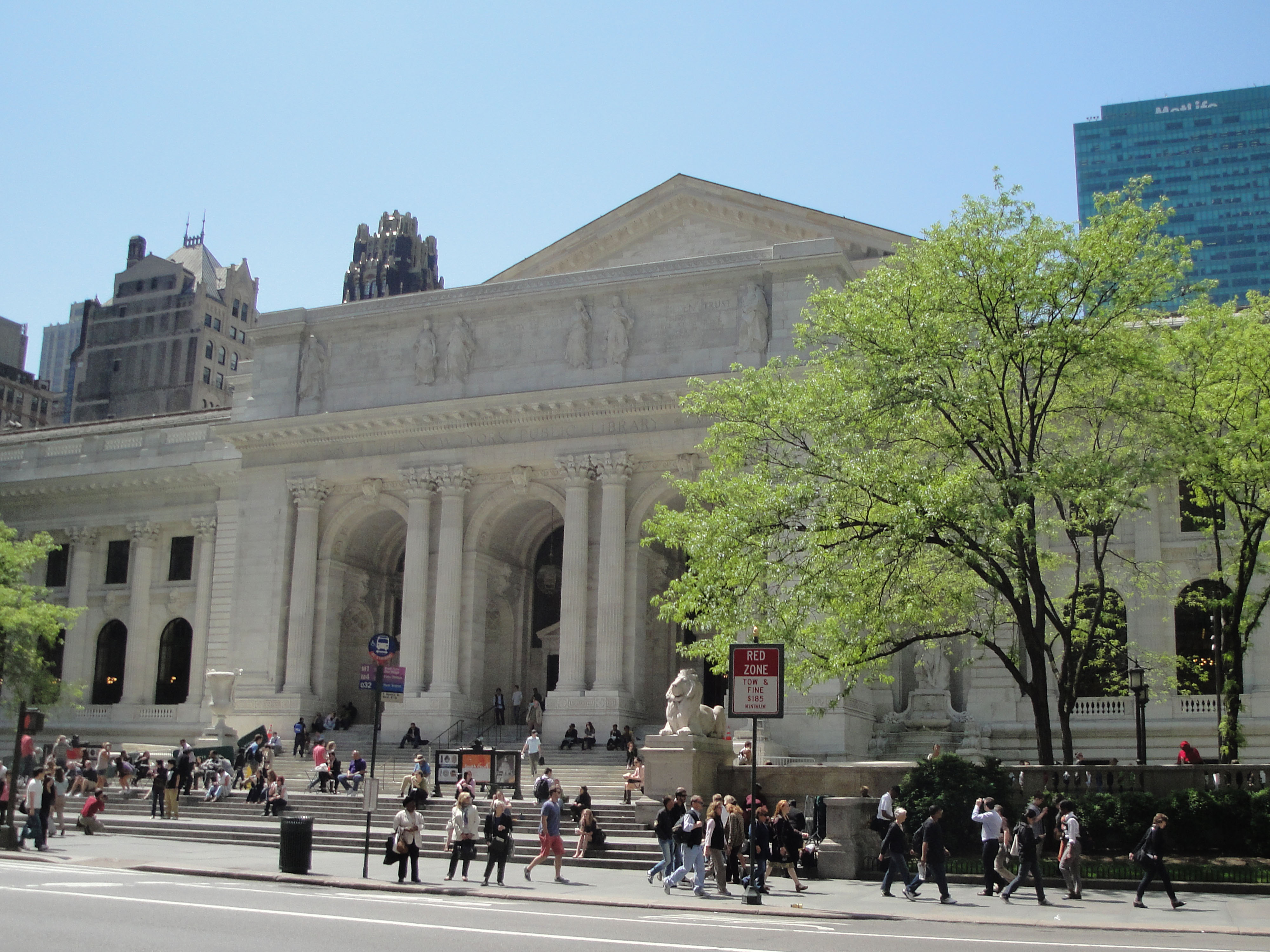
نمایی از کتابخانه